# محمد بن هاشم الهندي
السيّد محمّد بن هاشم بن مير شجاعت الرضوي الهندي يعرف أيضًا بـابن شَجَاعَة علي (1826 - 1905 م) (1242 - 1323 هـ) فقيه جعفري وعالم أدبي وشاعر عثماني عراقي من أصل هندي لكناوي. ولد في النجف، ونشأ بها يتيماً. رحل إلى سامراء فأقام بها ولازم محمد حسن الشيرازي فيها. ثم رجع إلى النجف وأصبح من مراجع التقليد. كان كثير التصنيف وقد اهتم بالعلوم الغريبة وله ديوان أشعار. توفي في النجف مريضًا بالتهاب الجنبة. من أولاده باقر ورضا. 

## سيرته
هو محمد بن هاشم بن مير شجاعت الرضوي الموسوي الهندي النجفي. ولد في النجف سنة 1242 هـ/ 1826 م ونشأ بها يتيماً، فكفله موسى الخمايسي وعني بتربيته. أخذ علومه فيها على علما عصره، منهم: محسن خنفر وقد لازمه كثيرًا، ومرتضى الأنصاري، ومحمد حسن الشيرازي، ومحمد حسن النجفي وغيرهم حتى برز في الفقه وأصبح من مراجع التقليد في النجف. أقام مدة في سامراء، وعاد إلى النجف وبعد عودته قررت له 500 روبيه من خيرية أوده. 

كان موسوعيًا له معرفة بالعلوم الغريبة. ألّف الكثير من الكتب بعضها تقريرات لأساتذته وبعضها شروح وتعليقات. كما كان شاعرًا أديبًا عروضيًا.

توفي في النجف بداء التهاب الجنبة بسبب الطاعون سنة 1323 هـ/ 1905 م. دفن في داره في محلة الحويش من محلات النجف القديمة على مقربة من مسجد الشيخ الأنصاري. دفن في هذه المقبرة ولداه باقر ورضا.

## آثاره
من مؤلفاته:
- «الكشكول»، في التاريخ والأدب والعلوم الإسلامية وغيرها، 19 مجلدًا.
- «شوارع الأعلام في شرح شرايع الإسلام»
- تقرير درس السيد حسن الكوهكمري في الصلاة
- كتاب في الأصول الكلية والقواعد العامة
- حاشية على رسائل الأنصاري
- «السبائك الذهبية» أو «السبيكة الذهبية في الاعاريض العربية، في العروض.
- «صلاة المسافر»
- مجلد في الجَفر
- «الحقائق في أصول الفقه»
- التحريرات من تقريرات بحث أستاذه محسن خنفر
- «نظم اللآلي»
- «غاية الإيجاز في الفق»
- «مختصر المرام في الفقه»
- «الصراط المستقيم»

## وصلات خارجية
- في بوابة الشعراء